# Mary av Skottland
Mary av Skottland, född 1082, död 1116, var en skotsk prinsessa. Hon var dotter till kung Malcolm III av Skottland och Margareta av Skottland (helgon) och gift med greve Eustace III av Boulogne. Hon var syster till Englands drottning Edith av Skottland, och mor till grevinnan Mathilda I av Boulogne, som också blev Englands drottning genom sitt äktenskap med sin kusin, Marys systerson.

## Biografi
Mary och hennes syster Edith placerades år 1086 av sina föräldrar i klostret i Romsey Abbey i England, där de uppfostrades av sin moster Christina. De placerades 1093 i Wilton Abbey. Det råder oklarhet om huruvida de var nunnor eller inte, och Marys syster Edith förnekade bestämt att de någonsin avlade några löften. 1096 tilläts Mary lämna klostret. Hennes syster Edith gifte sig med Henrik I av England 1100. Hon bad om att också Mary skulle få gifta sig, och Henrik arrangerade därför ett äktenskap med greve Eustace III av Boulogne. Paret fick ett barn, Mathilda I av Boulogne, som gifte sig med Marys systerson Stefan av Blois och blev Englands drottning 1135.